# Zorány

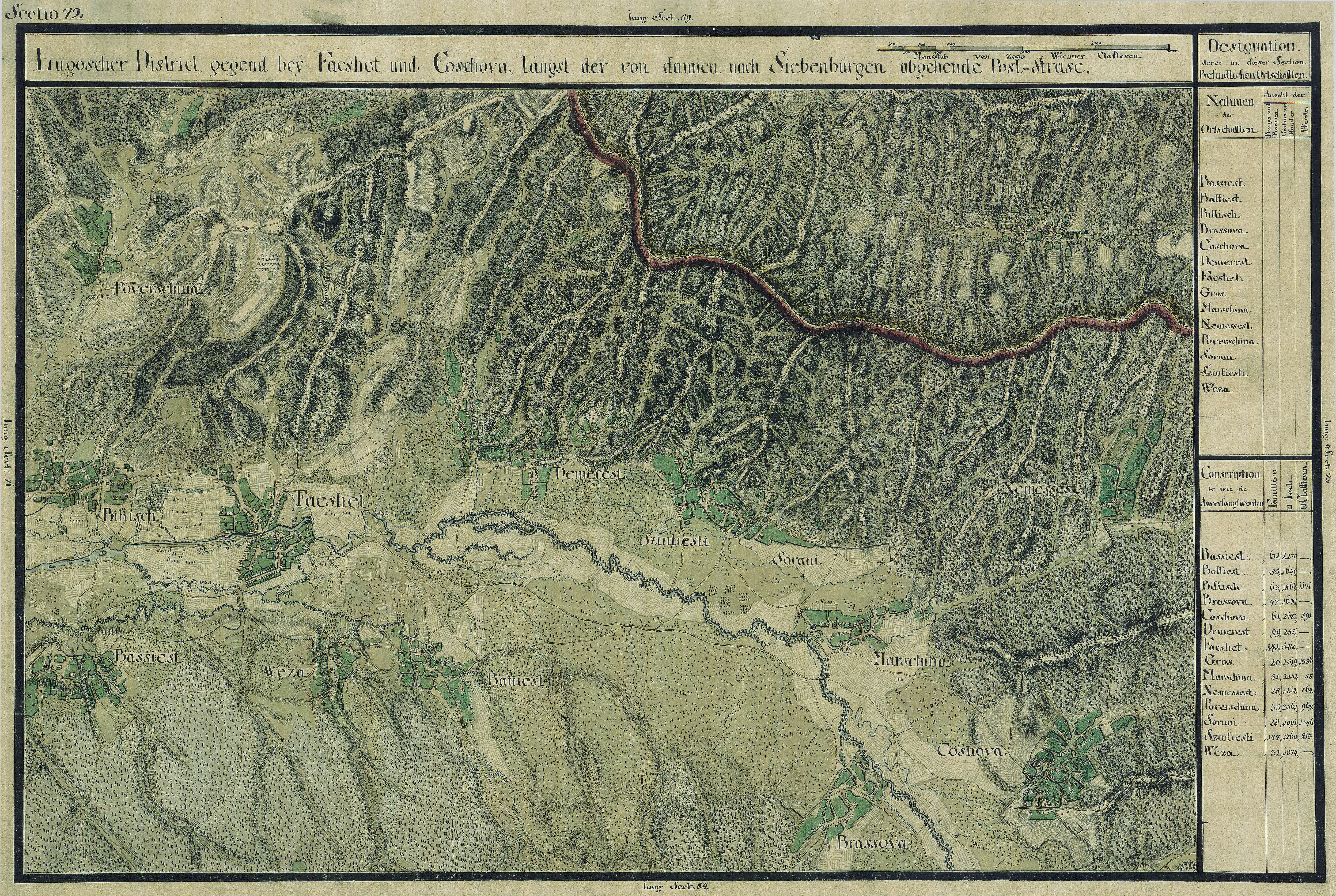
Zorány egy régi térképen

Zorány románul: Zorani, falu Romániában, a Bánságban, Temes megyében.

## Fekvése
Facsádtól északkeletre fekvő település.

## Története
Zorány nevét 1597-ben említette először oklevél v. Zoran, Zorany néven. 1612-ben pr. Zoran, villa Zoradinie, 1620-ban Soranyi, 1761-ben Soran,  1808-ban  és 1913-ban Zorány néven írták.
1851-ben Fényes Elek írta a településről: „Zorány, Krassó vármegyei oláh falu Kossovához 3/4 órányira: 2 katholikus, 285 óhitű lakossal, anyatemplommal és szép erdővel.”
A trianoni békeszerződés előtt Krassó-Szörény vármegye Facsádi járásához tartozott. 1910-ben 284 román, görög keleti ortodox lakosa volt.